# Bujem
Bujem (en árabe: بوهم‎, en francés: Bouhème) es una localidad marroquí perteneciente al municipio de Aít Kmera, en Tánger-Tetuán-Alhucemas. Desde 1912 hasta 1956 perteneció a la zona norte del Protectorado español de Marruecos.